# Jade Jagger
Jade Sheena Jezebel Jagger, född 21 oktober 1971 i Paris i Frankrike, är en brittisk-fransk smyckesdesigner, inredningsdesigner (inom heminredning) och före detta fotomodell. Hon är dotter till The Rolling Stones-sångaren Mick Jagger och aktivisten Bianca Jagger.
Jagger har tre barn. Med ex-partnern, tillika klasskamraten, Piers Jackson, har hon två döttrar: Assisi Lola (född 1992) och Amba Isis (född 1996). Med den nuvarande maken Adrian Fillary har hon en son.